# Zeekr 009
Zeekr 009 — це електричний мінівен від преміального бренду електромобілів Zeekr, що належить Zhejiang Geely Holding і представлений на початку 2022 року.  
009 — другий серійний автомобіль під брендом Zeekr після 001.

## Огляд
Zeekr 009 був вперше показаний онлайн у серпні 2022 року.  Поставки 009 почалися в першому кварталі 2023 року в Китаї.  Він заснований на платформі Geely Sustainable Experience Architecture 1 (SEA) для електромобілів, яка також використовується Zeekr 001, а також Lotus Eletre і Polestar 5.
Geely використовує великі алюмінієві лиття під тиском, схожі на Giga Press, для виготовлення великої задньої частини днища автомобіля довжиною 1,4 м і 1,6 м завширшки, зменшуючи кількість точок зварювання майже на 800.
009 має флагманські шість місць у компонуванні 2-2-2. Автомобіль оснащений 10,2-дюймовою цифровою панеллю приладів і 15,4-дюймовим центральним сенсорним РК-екраном, обидва з процесором Qualcomm Snapdragon 8155. Він також оснащений встановленим на даху 17-дюймовим заднім РК-екраном і звуковою системою Yamaha, що складається з 30 динаміків.
 

009 має сидіння з натуральної шкіри Nappa та сидіння першого класу Sofaro з динаміками в підголівниках, функціями вентиляції, масажу та підігріву для підвищення комфорту. Ексклюзивний режим «шезлонг» дозволяє пасажирам розтягнутися і повністю розслабитися.   

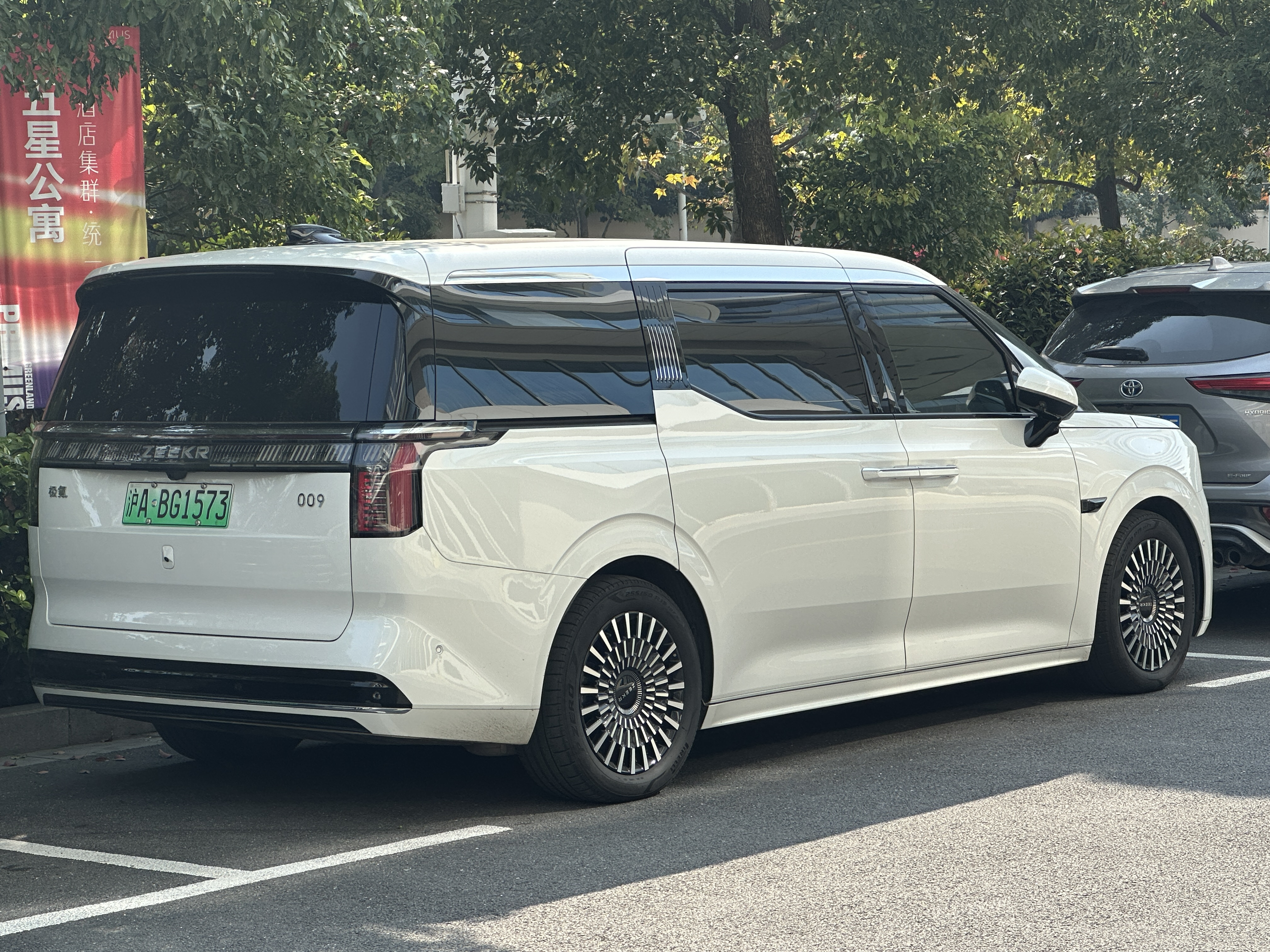
Вид ззаду
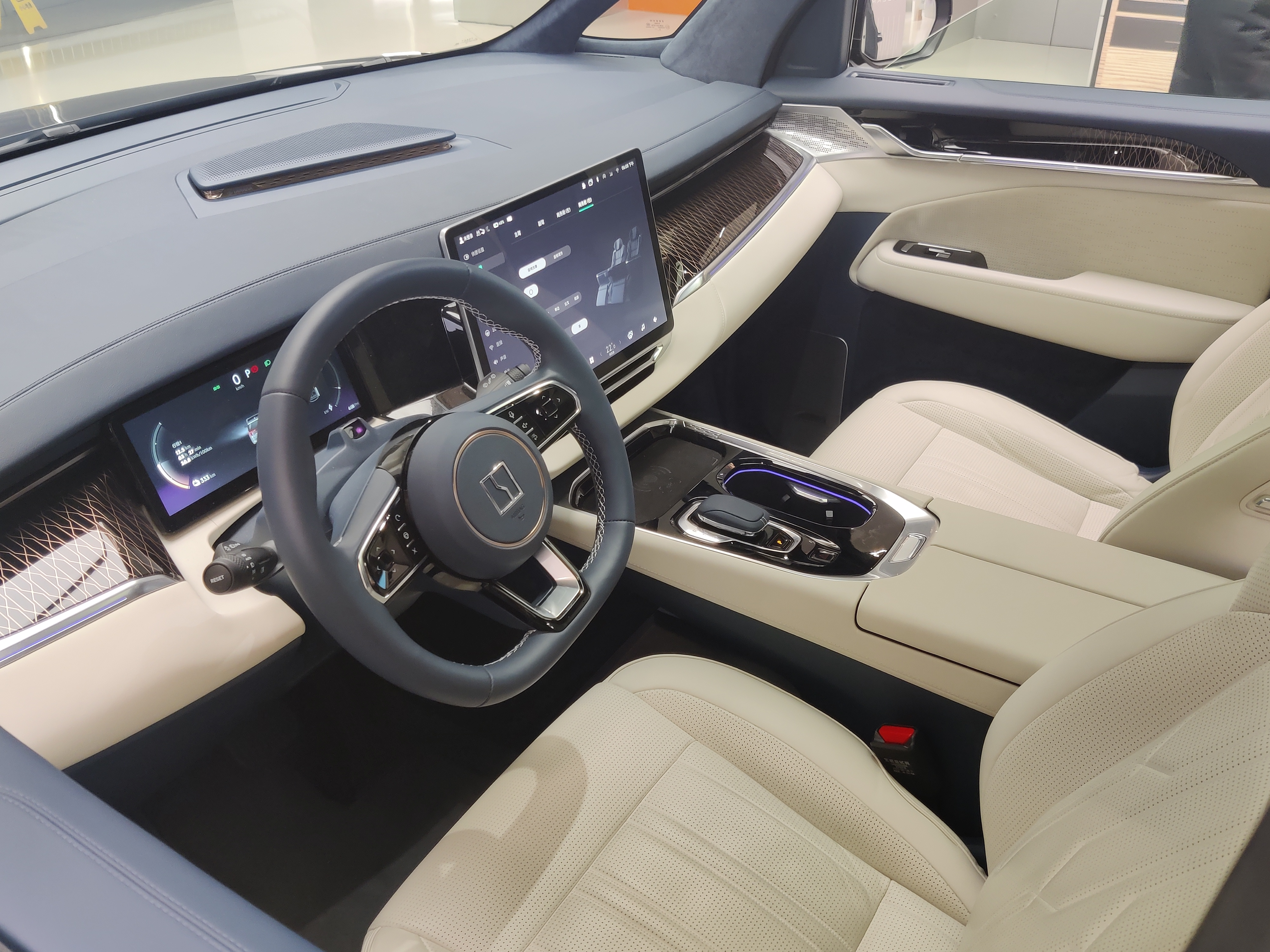
Інтер’єр

## Zeekr 009 Grand
19 квітня 2024 року Zeekr 009 Grand (009光辉) був представлений у Китаї. 009 Grand має чотиримісну компоновку 2-2 і оснащений високовольтною системою 800 В, 108-градусною батареєю CATL Qilin, двокамерною пневматичною підвіскою Magic Carpet, подвійним процесором Qualcomm Snapdragon 8295 та іншими конфігураціями.
 

24 травня 2024 року Zeekr 009 Grand офіційно розпочав доставку на завод Zeekr у Нінбо. 

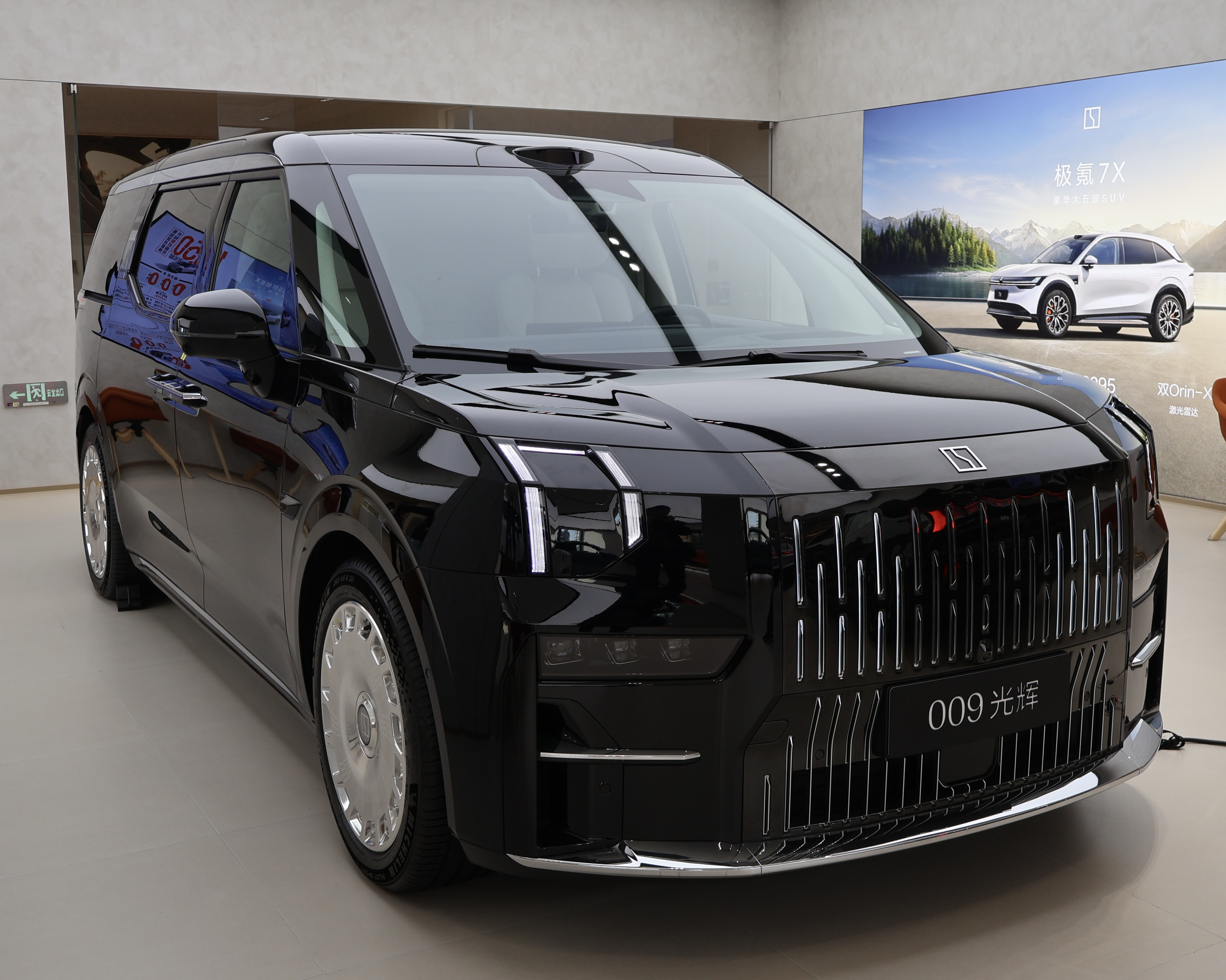
Zeekr 009 Grand
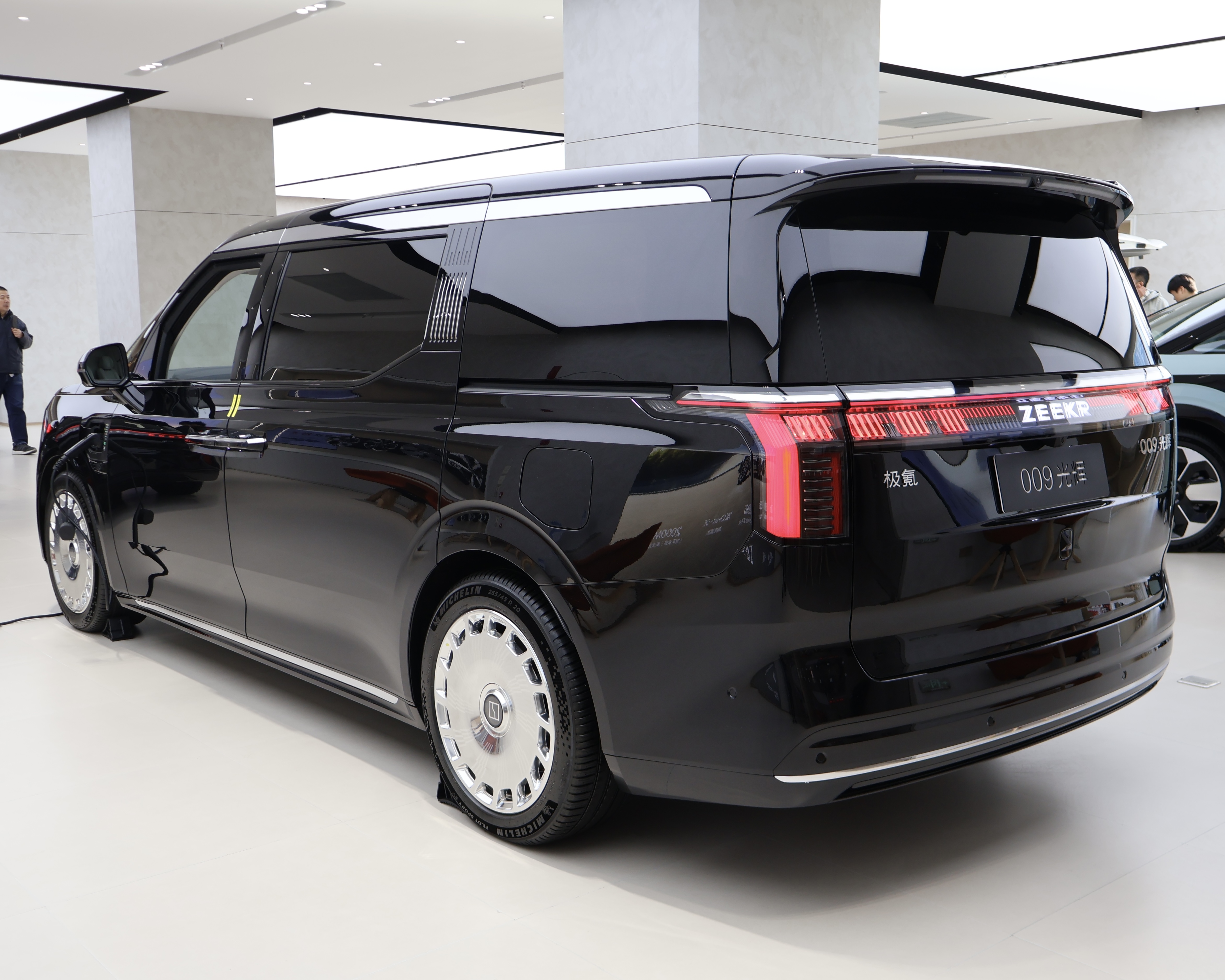
Вид ззаду

## Оновлення 2024 року
Оновлений 009 для ринку материкового Китаю та Гонконгу був запущений у липні 2024 року. Ціна оновленого 009 у материковому Китаї становить від 439 000 до 469 000 юанів, а в Гонконзі – 755 000 гонконгських доларів. Додано преміальну семимісну версію з компонуванням сидінь 2+2+3. Семимісний середній ряд має центральний прохід, що робить його більш придатним для сімейного використання.

## Силовий агрегат
Zeekr 009 має два електродвигуни загальною потужністю 400 кВт (544 к.с.) і є першим транспортним засобом, який використовує батарею CATL Qilin.  Zeekr стверджує, що 009 здатний розганятися до 100 км/год за 4,5 секунди з максимальною швидкістю 190 км/год.
Мінівен доступний у Китаї у двох різних версіях: WE Edition і ME Edition. Версія WE оснащена акумуляторною батареєю CATL NCM ємністю 116 кВт•год , а версія ME Edition — акумуляторною батареєю CATL Qilin ємністю 140 кВт•год.